# Université Babeș-Bolyai

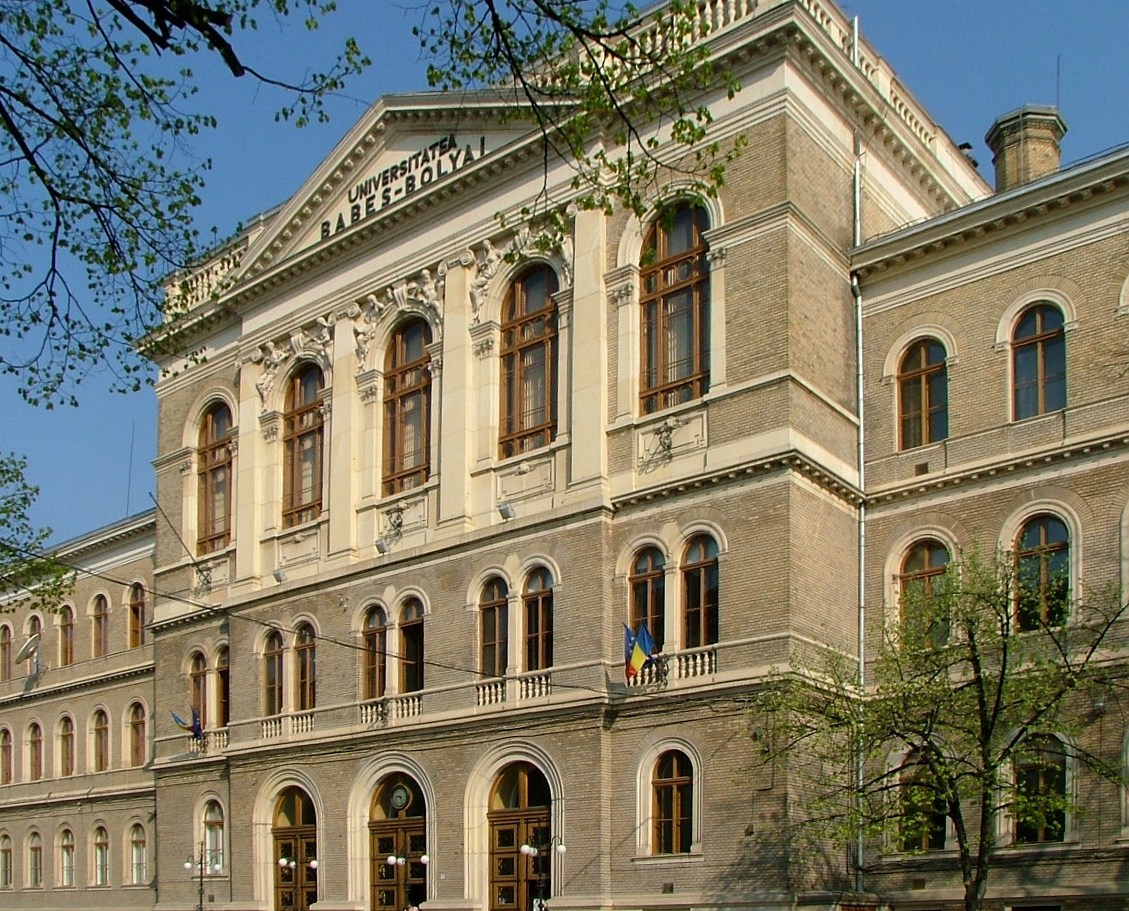
Bâtiment principal.

L'université Babeș-Bolyai (UBB) est une université publique roumaine fondée en 1959 à Cluj-Napoca, en Transylvanie, par la fusion de l'université Babeș, de langue roumaine, et de l'université Bolyai, de langue hongroise, toutes deux fondées en 1945 et issues de l'ancienne université François-Joseph (1872-1945).
Elle porte le nom de trois scientifiques transylvains, le microbiologiste roumain Victor Babeș et les mathématiciens hongrois Farkas Bolyai et son fils János Bolyai.
Université multidisciplinaire et multiculturelle ayant 50 000 étudiants répartis en vingt et une facultés (UFR) proposant 105 spécialités, l'UBB est la plus grande université roumaine.
En 2016, l’université Babeș-Bolyai était classée au rang 501 sur 600 au classement mondial des universités du Times Higher Education, à la première position parmi les universités roumaines, devant l'université de Bucarest, l'université Alexandru Ioan Cuza de Iași, l'université de l'Ouest de Timisoara, toutes trois classées au rang 601 sur 800.

## Histoire

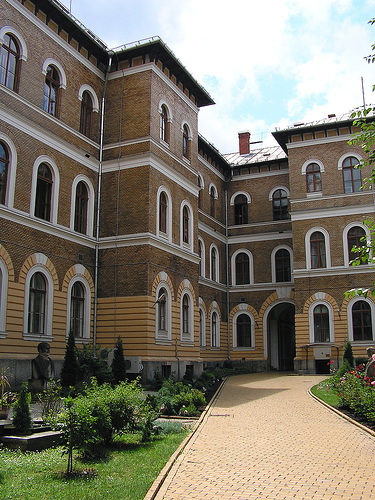
Cour intérieure de l'un des bâtiments universitaires.

- En 1581, Étienne Báthory, prince de Transylvanie et roi de Pologne, fonde un collège jésuite à Kolozsvár.
- En 1688, l'Église catholique établit une académie à Kolozsvár sous la direction des Jésuites.
- En 1776, l'impératrice Marie-Thérèse change le collège en université allemande de Klausenburg/Kolozsvár. Joseph II d'Autriche la remplace par le lycée académique royal, dirigé par l'ordre piariste où l'enseignement est dispensé en latin.
- En 1872, les autorités austro-hongroises établissent l'université royale hongroise de Kolozsvár, ayant comme langue d'enseignement le hongrois, sauf pour la section de la langue et de la littérature roumaine.
- En 1881, l'université est renommée université royale hongroise François-Joseph, du nom de l'empereur.
- En 1919, après l'union de la Transylvanie et de la Roumanie, l'université roumaine de Cluj est créée sous le nom d'université royale ferdinand I (ro) le 1er février 1920. La section en langue hongroise est déplacée dans la ville de Szeged (université de Szeged).
- En 1940, à la suite du second arbitrage de Vienne, la ville de Cluj est attribuée à la Hongrie et l'université en langue hongroise y est réinstallée sous l'ancien nom d'université François-Joseph.
- Après 1945, le second arbitrage de Vienne est abrogé. L'université en langue roumaine, nommée université Babeș, y est établie. L'université en langue hongroise de Cluj est alors nommée université Bolyai.
- En 1959, les deux universités fusionnent et forment l'université Babeș-Bolyai, ayant deux langues d'enseignement, le roumain et le hongrois. Pendant les dernières années du régime communiste, les études en hongrois ont été graduellement réduites.
- À partir de 1989, l'éducation en langue hongroise a été redéveloppée. Des spécialisations en allemand, anglais et français ont été ouvertes.

## Université Babeș-Bolyai aujourd'hui

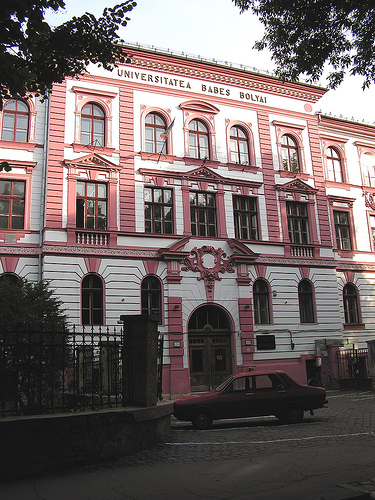
Façade de la faculté de chimie.

### Présentation générale

#### Patrimoine

##### Bâtiments
Les bâtiments de l'UBB sont parsemés un peu partout dans la ville de Cluj-Napoca.

###### Résidences universitaires
- Trois résidences universitaires à Cluj-Napoca : 45 et 90, str. Hașdeu (13 bâtiments) ; 49, str. Teodor Mihali (1 bâtiment) ; 7, str. Pandurilor (trois bâtiments)[3]
- une résidence universitaire à Bistrița (1 bâtiment)
- résidences de vacances à Arcalia, Beliș et Blăjoaia (commune de Măguri-Răcătău)

##### Bibliothèque universitaire centrale

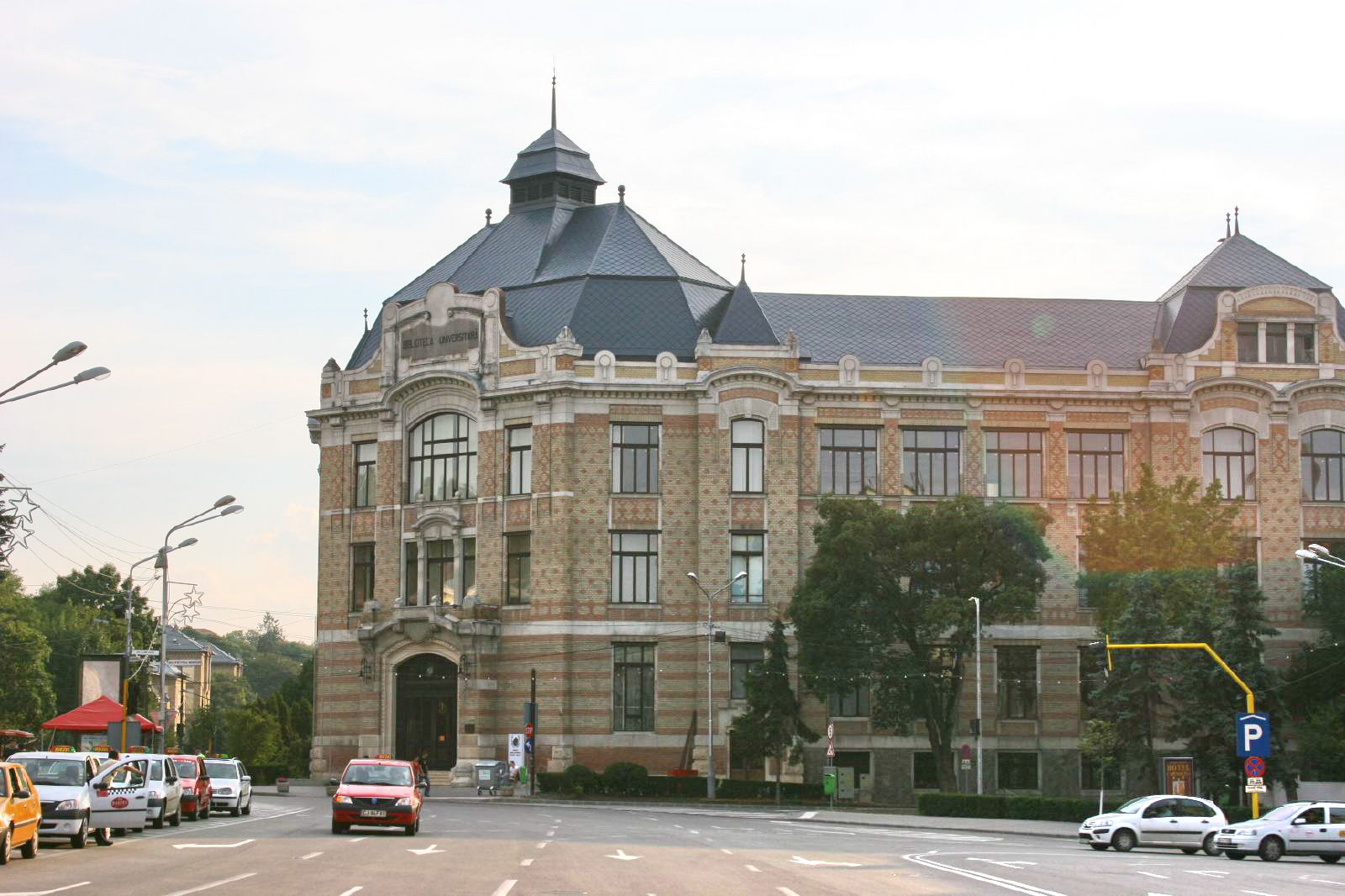
Bibliothèque universitaire centrale Lucian-Blaga.

La bibliothèque compte un fonds riche de quelque 3 600 000 ouvrages.

##### Musées
- Musée de minéralogie
- Musée botanique
- Musée de paléontologie et de stratigraphie
- Musée zoologique
- Musée de l'université Babeș-Bolyai de Cluj-Napoca

##### Parc sportif «Iuliu Hațieganu»
Le parc sportif « Iuliu Hațieganu » s'étend sur une surface totale de 68 060 m2.

#### Personnel et étudiants

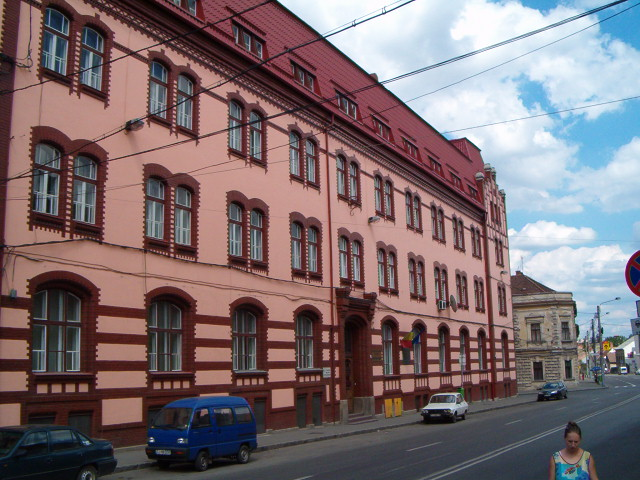
Faculté de droit.

- personnel enseignant-chercheur en 2006-2007 : 2 806[3]
- total étudiants en 2006-2007 : 51 575

#### Budget annuel
- 2004-2005 : 154 282 571RON[3]
- 2005-2006 : 229 345 922RON
- 2006-2007 : 192 725 000RON
- 2015 : 77 904 711 €[1]

### Relations internationales
L'UBB a établi des relations avec un grand nombre d'universités du monde entier. Elle abrite aussi un Institut Confucius.

## Composantes et langues d'enseignement

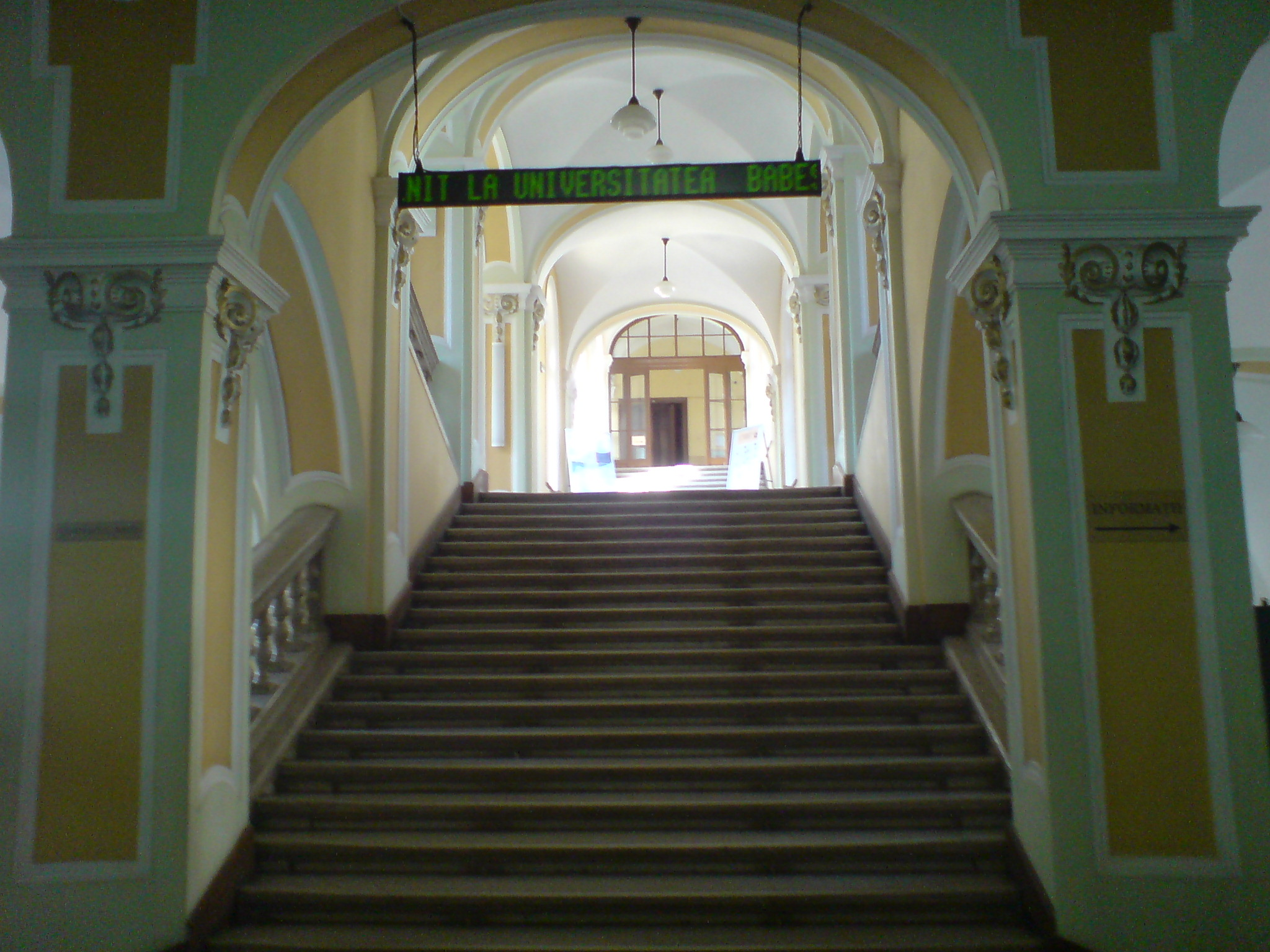
Escalier central du bâtiment principal.

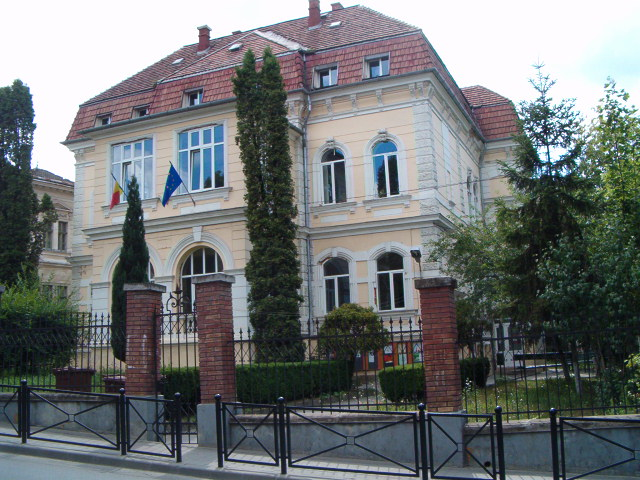
Faculté de psychologie.

- Faculté de mathématiques et informatique (roumain, hongrois, allemand, anglais)
- Faculté de physique (roumain, hongrois, allemand
- Faculté de chimie et ingénierie de la chimie (roumain, hongrois, allemand, anglais)
- Faculté de biologie et géologie (roumain, hongrois, allemand)
- Faculté de Géographie (roumain, hongrois, allemand)
- Faculté de sciences de l'environnement (roumain, hongrois)
- Faculté d'histoire et de philosophie (roumain, hongrois, allemand)
- Faculté de psychologie et de sciences de l'éducation (roumain, hongrois)
- Faculté de sciences politiques et d'administration publique (roumain, hongrois, allemand, anglais)
- Faculté de Lettres (roumain, hongrois, espagnol, français, italien, allemand, anglais, norvégien, russe, ukrainien, latin, grec ancien, japonais, coréen, chinois)
- Faculté de Théâtre et de Télévision (roumain, hongrois)
- Faculté de Droit (roumain, hongrois)
- Faculté de sciences économiques (roumain, hongrois, allemand)
- Faculté d'éducation physique et sportive (roumain, hongrois)
- Faculté d'études européennes (roumain, allemand, anglais)
- Faculté de sociologie et de travail social (roumain, hongrois)
- Faculté de théologie orthodoxe (roumain)
- Faculté de théologie gréco-catholique (roumain)
- Faculté de théologie catholique romaine (hongrois)
- Institut protestant de théologie de Cluj
- Business School (roumain)

L'université Babeș-Bolyai a des antennes dans quatorze villes transylvaines : Aiud, Bistrița, Dej, Gheorgheni, Miercurea-Ciuc, Năsăud, Odorheiu Secuiesc, Satu Mare, Sfântu Gheorghe, Sibiu, Sighetu Marmației, Târgu Mureș, Târgu Secuiesc et Zalău.

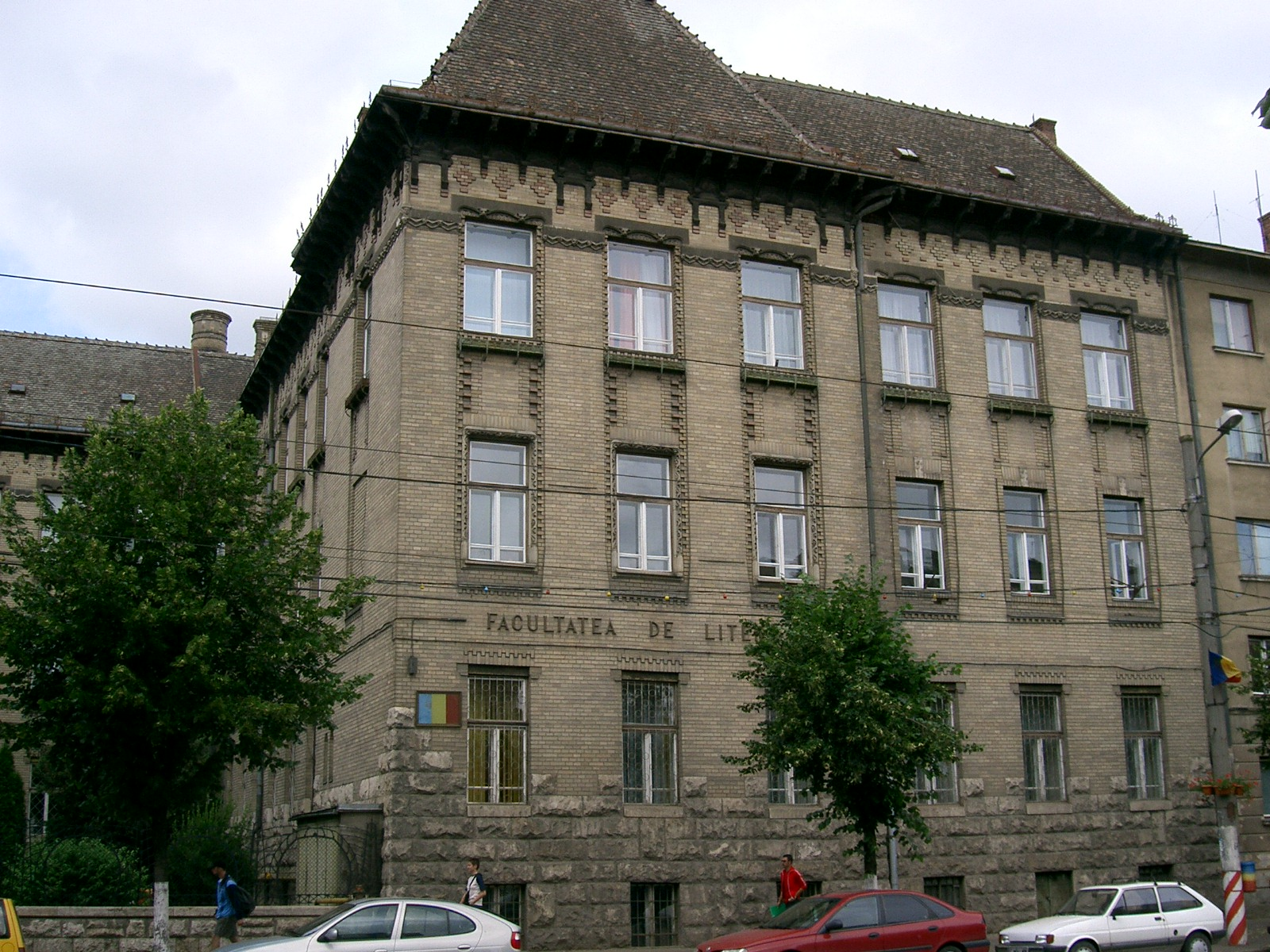
Faculté de lettres.

## Personnalités liées à l'université

### Enseignants
- Johann Heinrich Alsted
- Lucian Blaga
- János Bolyai
- Alexandru Borza
- Sámuel Brassai
- Gyula Farkas
- André Hurst
- Erzsébet Kol, botaniste
- Nicolae Mărgineanu
- Hermann Oberth
- Sextil Pușcariu
- Emil Racoviță
- Raluca Ripan, rectrice de l'université (1951-1956)
- Petre Sergescu
- Gheorghe Spacu
- Eugeniu Speranția
- Károly Vekov

### Étudiants
- Mihai Beniuc, écrivain, membre de l'Académie roumaine et président de l'Union des écrivains de Roumanie.
- Mircea Criste, procureur général de Roumanie (1998-2001)